# Sphaerocera flavicoxa
Sphaerocera flavicoxa är en tvåvingeart som beskrevs av Malloch 1925. Sphaerocera flavicoxa ingår i släktet Sphaerocera och familjen hoppflugor. Inga underarter finns listade i Catalogue of Life.